# Vellinge kommunvapen

Vellinge vapen är delvis inspirerat av vapnet för den gamla tvillingstaden Skanör med Falsterbo, men erinrar också om den skånska landsbygdens karaktär.

Vapnet för Skanör med Falsterbo stad (till 1970) och Skanör med Falsterbo kommun (1971-1973)

Vellinge kommunvapen skapades av heraldikern Christer Bökwall efter kommunbildningen på 1970-talet. Trappgaveln i vapnet erinrar om byggnadsstilen i området, möllejärnet symboliserar jordbruket och sillarna fisket.

## Blasonering
Blasonering: I blå sköld en genomgående trappgavel av silver, belagd med ett blått möllejärn och nedan åtföljt av tre sillar av silver, ordnade två och en.
Vapnet registrerades för Vellinge kommun hos PRV år 1975.

## Bakgrund
När den nuvarande kommunen bildades, var det bara en av de ingående äldre kommunerna som hade haft vapen, nämligen Skanör med Falsterbo stad. Stadens vapen hade aldrig blivit formellt fastställt och det fanns därför varianter av det med olika detaljskillnader. Man beslöt att skapa ett nytt vapen som skulle kunna stå för hela den nya kommunen.
Det nya vapnet bygger delvis på Skanör med Falsterbo vapen, men formgivaren, heraldikern Christer Bökwall, tog upp motiv från hela bygden. Trappgavlar återfinns i borgruinen Månstorps gavlar liksom i gamla kyrkor och modernare järnvägsstationsbyggnader. Möllejärnet står för jordbruket och fiskarna för fisket. Mölla är det skånska ordet för kvarn och möllejärn är en typ av beslag som fixerar kvarnstenens nav i stenens rotation kring axeltappen.

## Vapen för tidigare kommuner inom den nuvarande kommunen
Staden Skanör med Falsterbo var den enda av de tidigare kommunerna inom nuvarande Vellinge kommun som hade fört ett vapen. Detta var inte fastställt, men brukade oftast framställas så som det avbildas här. Blasoneringen (hämtad från statsheraldiker C.G.U. Scheffers Svensk vapenbok för landskap, län och städer) lyder: "I fält av silver en röd tretornad borg uppskjutande från en av vågskura bildad blå stam, belagd med fem fiskar av silver, ordnade tre och två."
Vapnet går tillbaka på sigillet för Skanör från 1608 och ett äldre sigill från 1421 innehåller också en borg. Det handlar dock inte om bilder av Skanörs slott utan om generiska borgbilder som var vanliga i städers vapen och sigill. I just Skanörs fall har det visat sig att förebilden snarast var den borg som avbildades i sigillet för Lüneburg på andra sidan södra Östersjön. Fiskarna i stammen står för att Skanör och Falsterbo länge var huvudorter för det skånska sillfisket.